# 10028 Bonus
10028 Bonus è un asteroide della fascia principale. Scoperto nel 1981, presenta un'orbita caratterizzata da un semiasse maggiore pari a 2,4305443 UA e da un'eccentricità di 0,1775388, inclinata di 1,65051° rispetto all'eclittica.
L'asteroide è dedicato a Shelley R. Bonus, astronomo statunitense.